# Conops kanoi
Conops kanoi är en tvåvingeart som beskrevs av Camras 1960. Conops kanoi ingår i släktet Conops och familjen stekelflugor. Inga underarter finns listade i Catalogue of Life.